# Terry Nation
Terry Nation (8 de agosto de 1930-9 de marzo de 1997) fue un guionista y novelista galés, probablemente más conocido por ser el creador de los daleks, villanos de la serie de ciencia ficción Doctor Who. También creó dos programas de ciencia ficción, Survivors y Blake's 7.

## Primeros años de carrera
Nacido en Cardiff, Gales, Nation inicialmente trabajó en la comedia, encontrando su sitio en la industria en 1955 tras un suceso posiblemente apócrifo según el cual Spike Milligan le compró un sketch que había escrito porque pensó que Nation parecía hambriento. Durante los cincuenta, Nation trabajó para la agencia de escritores Associated London Scripts, junto a Johnny Speight y John Junkin, donde trabajó en cientos de guiones radiofónicos para comediantes británicos como Terry Scott, Eric Sykes, Harry Worth y Frankie Howerd. Su gran oportunidad le llegó en 1962 cuando se le encargó escribir material para el cómico Tony Hanckock, inicialmente para la fallida serie de Hancock emitida en 1963, y después para su espectáculo teatral.
Nation acompañó a Hancock como guionista principal en su gira de 1963, pero este reutilizaba continuamente su material antiguo y no usaba los guiones de Nation. Los dos riñeron y Nation fue despedido. Antes de esto había rechazado una propuesta de David Whitaker de participar en una nueva serie de ciencia ficción que la BBC estaba preparando, después de que Whitaker quedara impresionado por un guion que Nation había escrito para la serie de antología de ciencia ficción Out of this World para ABC. Ahora sin trabajo y con una nueva familia que sacar adelante, Nation volvió a contactar con Whitaker y aceptó la oferta, escribiendo el segundo serial de la historia de Doctor Who, The Daleks (también conocida como The Mutants). El serial presentó a los epónimos alienígenas que se convertirían en los monstruos más populares de la serie, y que fueron responsables del primer boom mediático de la BBC.
De golpe, Nation se encontró como un escritor de telefantasía en el centro de un frenesí mediático, y continuó creando guiones para Doctor Who. Se hicieron varios spin-offs de los Daleks, incluyendo una tira cómica en TV Century 21 y anuarios. Normalmente, el material era acreditado a Nation, aunque hubiera sido escrito por terceros. Él y Dennis Sponner coescribieron la historia de 12 episodios The Daleks' Master Plan, tras la cual Nation, que poseía los derechos de copyright de los Daleks, intentó promocionar las criaturas en los Estados Unidos.
También trabajó para televisiones más rentables comercialmente, haciendo episodios para programas como Los vengadores, The Baron, The Persuaders, The Champions, Department S y El Santo. A finales de los sesenta, Nation intentó lanzar a los Daleks en su propia serie en los Estados Unidos.

## Años 1970
A principios de la década de 1970, tras una larga ausencia, Nation volvió a escribir seriales de los Dalek para Doctor Who, y en este contrato renovado se le incluyó la posibilidad de crear una nueva serie dramática de ciencia ficción para la BBC en 1975, Survivors, que era un cuento posapocalíptico sobre los últimos humanos, tras haber sido devastada la población por una plaga. El programa fue bien recibido, pero la visión de Nation entraba en conflicto con la del productor Terence Dudley, y las otras dos temporadas se produjeron si su presencia. En un caso en la corte de justicia británica a mediados de los setenta, que se abandonó por ambas partes por el aumento de las costas, el escritor Brian Clemens reclamó que él le había dado a Nation la idea de Survivors a finales de los sesenta y había registrado la idea con la Writers' Guild of Great Britain en 1965. Nation negó esto enérgicamente.
Su siguiente creación para la BBC, Blake's 7, tuvo menos problemas. El programa contaba la historia de un grupo de criminales y prisioneros políticos huyendo de la siniestra Federación Terran en una nave alienígena robada de origen desconocido. Duró cuatro temporadas, de 1978 a 1981, teniendo un seguimiento masivo, especialmente en Reino Unido. Nation escribió la primera temporada completa de la serie, y su participación se redujo con el tiempo, hasta que la dirección global acabó bajo el control del editor de guiones Chris Boucher. Nation no escribió nada de material para la cuarta y última temporada. Tras su conclusión, intentó sin éxito conseguir fondos para una quinta temporada más tarde en los ochenta.
En 1976 escribió una novela infantil para su hija Rebecca (por quien había puesto nombre al personaje de Rebec en Planet of the Daleks): Rebecca's World: Journey to the Forbidden Planet, así como una novela basada en el programa Survivors.

## Años 1980 y 1990
En 1980, Nation se mudó a Los Ángeles, California, donde desarrolló ideas para programas y trabajó para varios estudios. Poco de este trabajo tuvo tanto éxito como su época original en Reino Unido. Participó en la serie estadounidense MacGyver, junto a otras series como A Masterpiece of Murder y A Fine Romance.
Nation sufrió mala salud en sus últimos años y falleció de enfisema en Los Ángeles el 9 de marzo de 1997. Poco antes de su muerte estaba trabajando en otro intento de revivir Blake's 7 con Paul Darrow (quien interpretaba a Avon en la serie original).

## Filmografía selecta
- The House in Nightmare Park (1973)